# Hannah Berry
Hannah Berry (* 26. September 1990 in Waitakere als Hannah Wells) ist eine Triathletin aus Neuseeland. Sie ist Ironman-Siegerin (2021) und wird in der Bestenliste neuseeländischer Triathletinnen auf der Ironman-Distanz geführt.

## Werdegang
Hannah Berry kam als 23-Jährige zum Triathlon, nachdem sie sich beim Netzball- und Volleyballspielen eine Verletzung zugezogen hatte.
Im März 2021 gewann sie in ihrem ersten Ironman-Rennen auf der Triathlon-Langdistanz den Ironman New Zealand (3,86 km Schwimmen, 180,2 km Radfahren und 42,195 km Laufen). Im März 2023 wurde Hannah Berry hier Zweite.
Im Juni 2024 gewann die 33-Jährige mit dem Ironman Cairns ihr zweites Ironman-Rennen.
Dr. Hannah Berry lebt in Tauranga und arbeitet an der Massey University.

## Sportliche Erfolge
| Datum/Jahr    | Rang | Wettbewerb                  | Austragungsort | Zeit     | Bemerkung                                        |
| ------------- | ---- | --------------------------- | -------------- | -------- | ------------------------------------------------ |
| 5. Apr. 2025  | 4    | T100 Singapur               | Singapur       | 03:53:35 | 2 km Schwimmen, 80 km Radfahren und 18 km Laufen |
| 23. März 2025 | 2    | Ironman 70.3 Geelong        | Geelong        | 04:06:29 |                                                  |
| 24. Sep. 2023 | 1    | Ironman 70.3 Cozumel        | Cozumel        |          |                                                  |
| 20. Feb. 2021 | 1    | Challenge Wanaka            | Wanaka         |          |                                                  |
| 23. Feb. 2020 | 1    | Ironman 70.3 Geelong        | Geelong        |          |                                                  |
| 12. Feb. 2020 | 2    | Challenge Wanaka            | Wanaka         | 04:31:30 | hinter Radka Kahlefeldt                          |
| 24. Nov. 2019 | 1    | Ironman 70.3 Western Sydney | Sydney         |          |                                                  |
| 16. Feb. 2019 | 1    | Challenge Wanaka            | Wanaka         |          |                                                  |

| Datum/Jahr    | Rang | Wettbewerb                  | Austragungsort | Zeit     | Bemerkung                            |
| ------------- | ---- | --------------------------- | -------------- | -------- | ------------------------------------ |
| 22. Sep. 2024 | 10   | Ironman World Championships | Nizza          | 09:32:13 |                                      |
| 16. Juni 2024 | 1    | Ironman Cairns              | Cairns         | 08:44:31 |                                      |
| 27. Apr. 2024 | 4    | Ironman Texas               | The Woodlands  | 08:50:50 |                                      |
| 14. Okt. 2023 | 11   | Ironman Hawaii              | Hawaii         | 08:53:45 |                                      |
| 4. März 2023  | 2    | Ironman New Zealand         | Taupō          | 09:08:33 | hinter der Niederländerin Els Visser |
| 27. März 2021 | 1    | Ironman New Zealand         | Taupō          | 09:01:49 |                                      |